# Kalifornienön

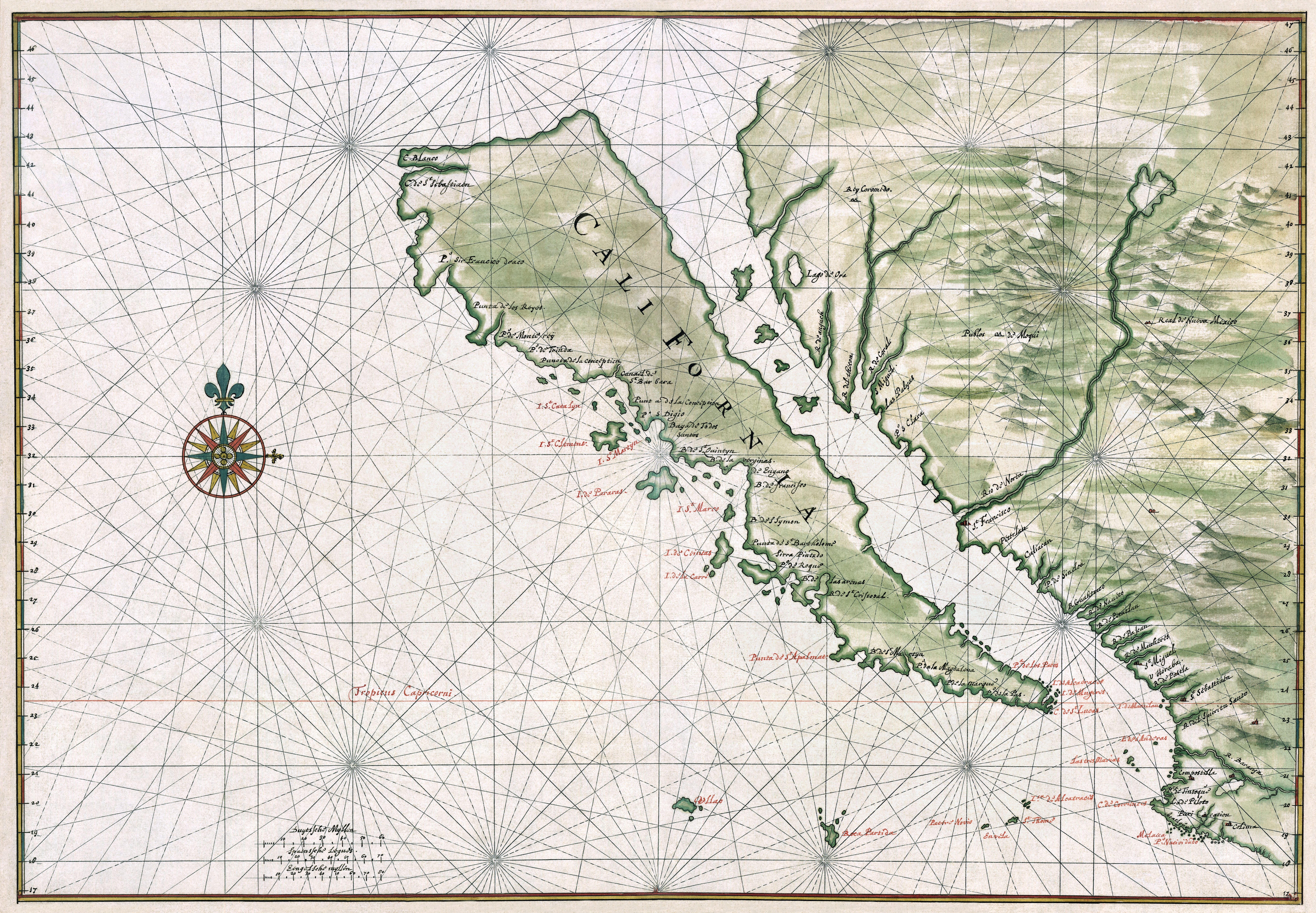
Karta över Kalifornien, cirka 1650

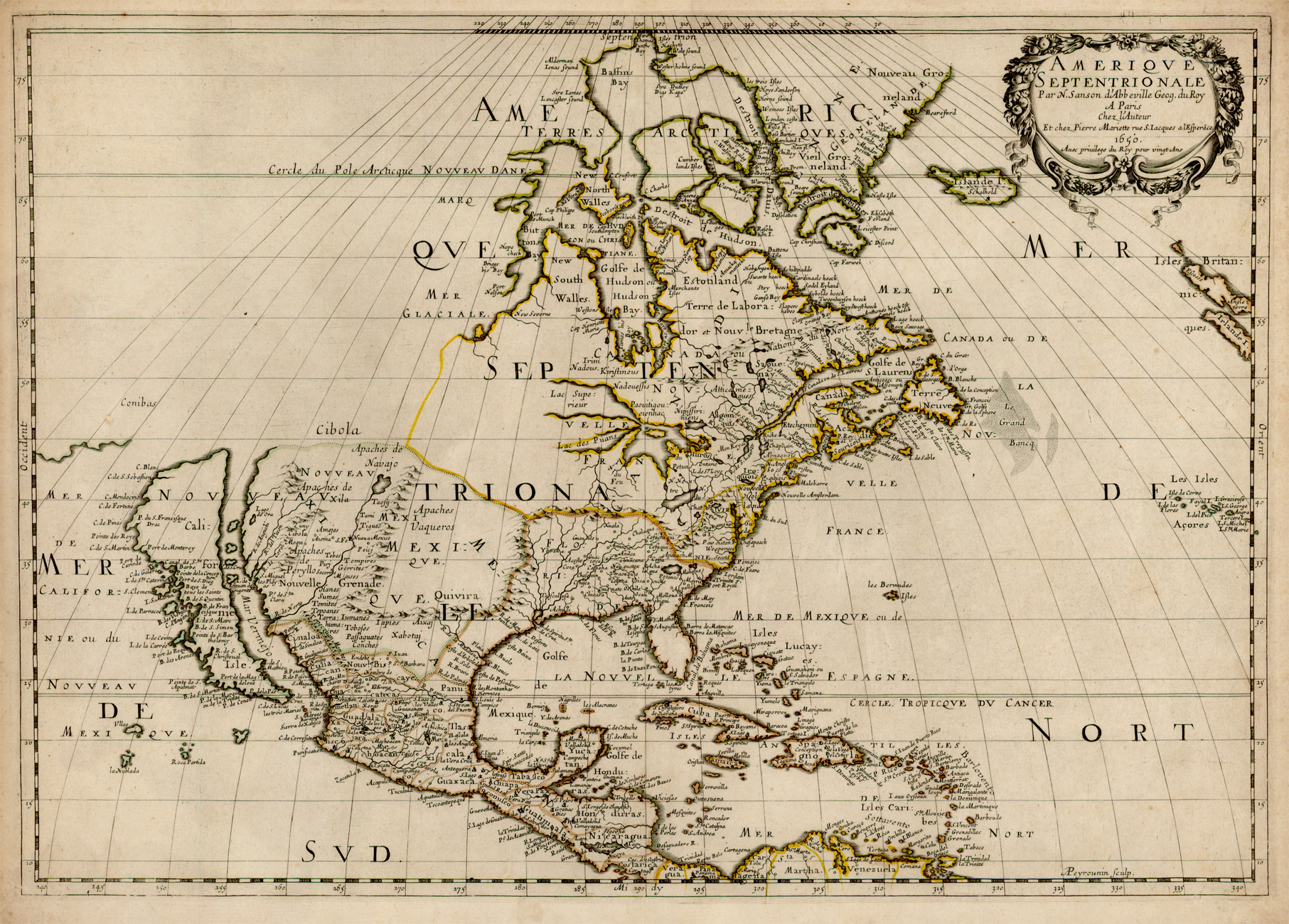
"Kalifornienön" visad på en karta från 1650 av Nicolas Sanson

Kalifornienön (engelska: Island of California; spanska: Isla de California), syftar på en långvarig europeisk missuppfattning tillbaka på 1500-talet om att Kalifornien inte var en del av fastlandet i Nordamerika, utan en stor ö skild från kontinenten av ett sund som nu är känt som Californiaviken. Kalifornienön är därmed en fantomö, det vill säga en ö som iakttagits med bekräftats vara overklig.
Missuppfattningen är ett av de mest kända kartografiska felen i historien, och avbildades på en rad kartor på 1600- och 1700-talet, trots motstridande bevis från olika upptäcktsresande. Till att börja med gick legenden ut på att Kalifornien var ett slags paradis, likt Edens trädgård eller Atlantis.
Första gången legenden om "Kalifornienön" nämndes var i romanen Las sergas de Esplandián av Garci Rodríguez de Montalvo 1510, uppföljaren till Montalvos mer kända historia om Amadis de Gaula.